# Ваболе (село)

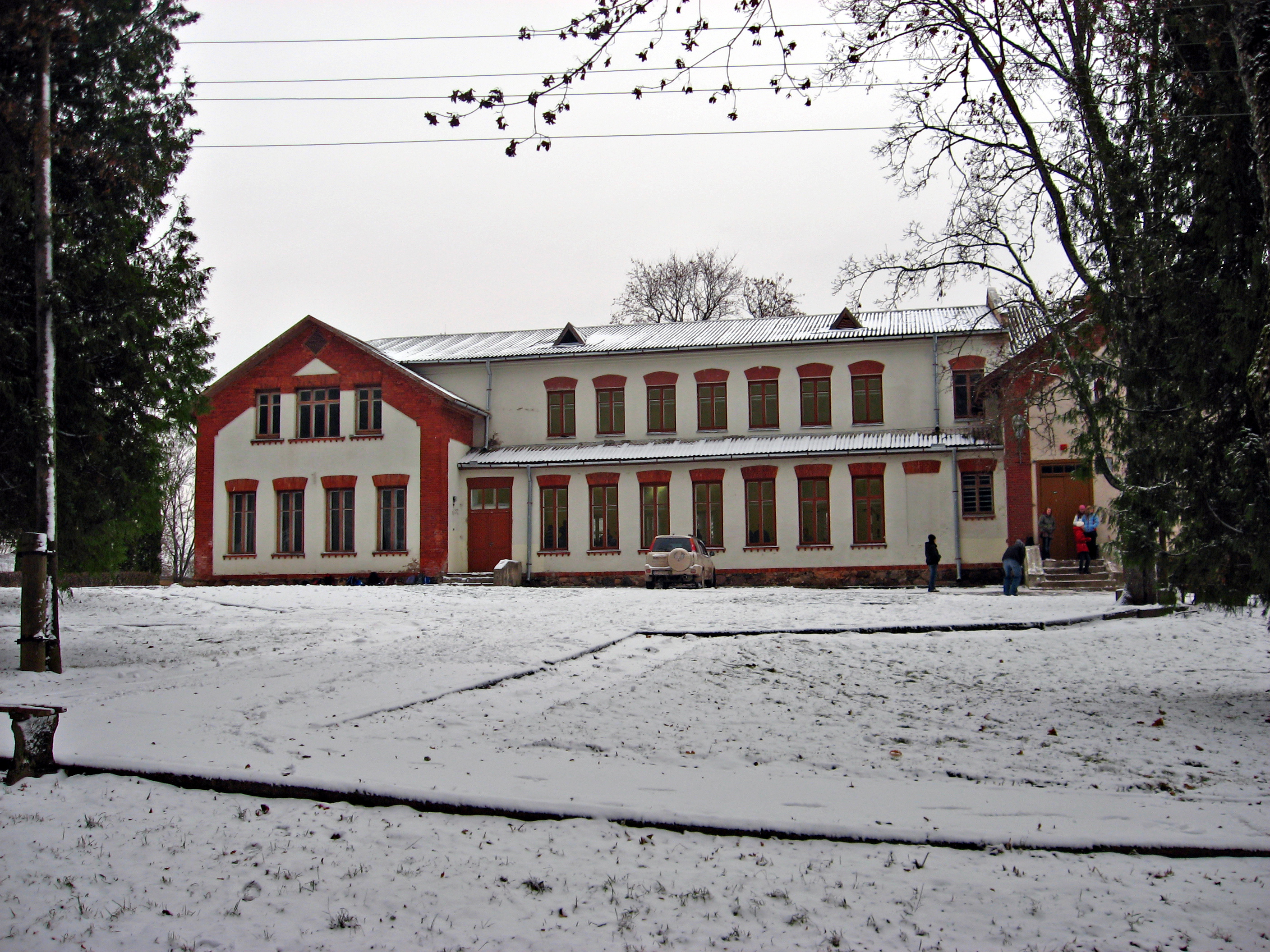
Школа

Ваболе (латыш. Vabole) — населённый пункт в Аугшдаугавском крае Латвии. Административный центр Вабольской волости. Расстояние до города Даугавпилс составляет около 22 км. По данным на 2015 год, в населённом пункте проживало 210 человек. В селе находится станция Ваболе железнодорожной линии Крустпилс — Даугавпилс. Есть волостная администрация средняя школа, база отдыха, библиотека, фельдшерский пункт, магазин. Сохранившиеся постройки бывшей усадьбы Ваболе являются памятниками архитектуры, Вабольский парк - памятник природы.

## История
Село развивалось вокруг бывшего поместья Ваболе (Ваболь).
В советское время населённый пункт был центром Вабольского сельсовета Даугавпилсского района. В селе располагался колхоз «Ваболе».